# Companhia do Sudoeste

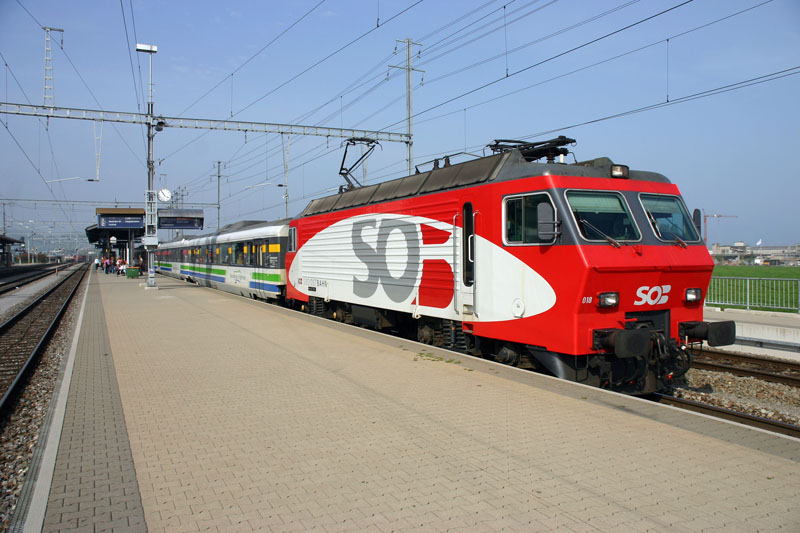
Locomotiva da SOB

A Companhia do Sudoeste - Südostbahn (SOB), em alemão - é uma emprese de caminhos de ferro  Suíça  resultante da fusão da Schweizerische Südostbahn e da Bodensee Toggenburg Bahn. A fusão teve lugar no fim de 2001 para criar a nova SOB.

## Schweizerische Südostbahn
Havia necessidade de ligar a Wädenswil, nas margens do Lago de Zurique com a comuna de Einsiedeln e se bem que os trabalhos tivessem começado em 1871, foi só em 1877 que a linha foi inaugurada, mas devidos aos vários problemas financeiros porque tinha passado a companhia, as comunas compraram o material rolante que conservaram até 1887.
Depois da construção da Linha do Gotardo, era urgente fazer a ligação com aquela  linha e por isso foi criada a SOB em 1889. Depois que os CFF puseram em circulação a linha que ligava Rapperswil a Wattwil era possível imaginar uma colaboração com a Companhia Constança Toggenburg e assim de ligar Lucerna com o Lago de Constança. Para um intercâmbio mais eficaz entre as companhias elas electrificaram-se em 1393/41.

## Imagens
Nos commons sobre  Südostbahn